# Клеонид
Клеони́д (др.-греч. Κλεονείδης, не ранее II и не позже IV вв. н. э.) — древнегреческий теоретик музыки. Гипотетический автор «Введения в гармонику» (Εἰσαγωγὴ ἁρμονική), которое в рукописях также приписывалось Евклиду, Паппу, Зосиме. Трактат, написанный в традициях школы Аристоксена, представляет собой учебник гармонии и содержит все традиционные разделы гармоники (науки о гармонии): о звуках, об интервалах, о родах, о звукорядах («системах» и «видах»), о тонах, о метаболах, о мелопее.
В этом учебнике особенно важна систематическая классификация видов [εἲδη], или форм [σχήματα], октавы, предположительно впервые в истории – с названиями, производными от этнонимов: дорийский, фригийский, лидийский и др. В учебнике разложены «тоны» (ладовые звукоряды, различаемые по относительному высотному положению всех звукоступеней системы, в оригинале – по «месту голоса», с центральной для модальных ладов функцией [δύναμις] месы), дана типология метабол (учение о смене рода, лада, характера [ᾖθος] – возбуждённого, печального и спокойного), кратко описана мелопея (дана классификация типовых мелодических структур).
Эти рукописи стали основой в трудах античных (Алипий, Аристид Квинтилиан, Бакхий, Боэций и др.) и средневековых писателей о музыке (у последних — в особенности учение о «видах консонанса» [species consonantiarum]) .
Первое критическое издание «Гармоники» Клеонида, выполненное еще в 1895 г. немецким филологом Карлом фон Яном, сохраняет статус нормативного и «классического» до наших дней.

## Издания, переводы и исследования
- Euclidis Introductio harmonica // Antiquae musicae auctores septem, Graece et Latine. Marcus Meibomius restituit ac notis explicavit. Vol. I. Amstelodami, 1652 (раздельная пагинация на каждый источник).
- Jan C. von. Die Harmonik des Aristoxenianers Kleoneides // Programm des Gymnasiums mit Realklassen zu Landsberg a.W. Landsberg: Schäffer, 1870, S.1-23.
- L'Introduction harmonique de Cléonide <...>. Traduction française avec commentaire perpétuel par C. E. Ruelle // Collection des auteurs grecs relatifs à la musique, no.3. Paris: Firmin-Didot, 1884 (франц. перевод).
- Неизвестного автора Введение в гармонику. Перевод Г.А. Иванова // Филологическое обозрение, VII, кн. I–II (Москва, 1894) сс.3–46, 181–230 (русский перевод и большой комментарий)[3].
- Cleonidis isagoge // Musici scriptores Graeci, ed. Carl Jan. Lipsiae, 1895, pp. 179-207 (критическое издание оригинала).
- Петр В.И. О составах, строях и ладах в древнегреческой музыке. Киев, 1901[4].
- Cleonides. Introductio harmonica // Euclidis opera omnia. Leipzig, 1916. Vol.8, pp.186-222 (издание оригинала).
- Solomon, Jon. Cleonides: ΕΙΣΑΓΟΓΗ ΑΡΜΟΝΙΚΗ. Critical edition, translation and commentary. Ph.D. dissertation. Univ. of North Carolina, Chapel Hill, 1980 (издание греч. оригинала и англ. перевод).
- Cleonides. Harmonic introduction // Strunk's Source Readings in Music History. Vol.1: Greek Views of Music, edited by Th. Mathiesen. New York, 1998, pp. 35-46 (англ. перевод).
- Клеонид. Гармоническое введение. Перевод и комментарии А.В. Русаковой // От Гвидо до Кейджа. М.: НПФ "ТС-Прима", 2006, сс.286-314. ISBN 5-902495-02-4.
- Клеонид. Введение в гармонику. Перевод В.Г. Цыпина, предисловие С.Н. Лебедева // Научный вестник Московской консерватории, 2014, № 3, сс.169-186. ISSN 2079-9438.